# Hélène de Montgeroult
Hélène Antoinette Maria de Montgeroult, rozená de Nervo (2. března 1764 Lyon - 20. května 1836 Florencie) byla francouzská klavíristka a hudební skladatelka a první profesorka hry na klavír na znovuzaložené pařížské konzervatoři v roce 1795.

## Život
Rodiče Hélène de Montgeroult se přestěhovali z Lyonu do Paříže, aby své dceři a jejímu bratrovi umožnili lepší vzdělání. Není známo, kdy Hélène začala studovat hudbu. Ve dvanácti letech (1776) studovala klavír u Nicolase-Josepha Hüllmandela, studenta Carla Philippa Emanuela Bacha, který ji seznámil s Bachovým „elegantním a korektním stylem“. Poté ji na klavír učili hrát Muzio Clementi (1784) a Jan Ladislav Dusík (1786). Z mladé aristokratky se stala výborná klavíristka, která vystupovala v pařížských salonech pařížské společnosti, například v domě rodiny Rochechouartů. Není však známo, od koho se naučila komponovat.
V roce 1784 se Hélène provdala za markýze de Montgeroult (1736–1793), s nímž se předtím stýkala mj. ve slavných salonech spisovatelky Madame de Staël a malířky Élisabeth Vigée-Lebrunové, jejíž uznání si brzy získala. V roce 1793 její manžel zemřel v Mantově. V roce 1797 se provdala za novináře Charlese-Hyacinta Hise, s nímž se v roce 1803 rozvedli. Třetí sňatek uzavřela v roce 1820 s hrabětem Edouardem-Sophií Dunodem de Charnage, který zemřel v roce 1826. Byla matkou syna Aimé Charlese (* 1795), který pocházel z jejího druhého manželství s Hisem.
Hélène de Montgeroult úzce spolupracovala s houslistou Giovanni Battistou Viottim, oba umělci spolu předváděli velkolepé výkony, zejména v oblasti společné improvizace na klavír a housle. Dochoval se popis účastníka koncertu, který se odehrál jednoho odpoledne v obývacím pokoji jejich letního domu v údolí Montmorency: „Pojďte a poslechněte si Euterpe [Hélène de Montgeroult] a Viottiho: jak se sledují, jak se navzájem chápají, když si odpovídají! Tito dva virtuosové jsou stejně proniknuti vědou o harmonii a jsou stejně zběhlí nejen v posloupnosti akordů, hudebních frází a přirozeném sledu vášnivých přízvuků, ale také ve znalosti a používání všech drobných prostředků, jimiž lze umocnit účinek a výraz. Oba jsou obdařeni vzácným darem invence a nejpodivuhodnější vynalézavostí.“
Vypravěč Ange-Marie d'Eymar (1747–1803), francouzský spisovatel, politik a obdivovatel osvícenství, dále popisuje, jak improvizovaný koncert skončil: V salonu nastal večer a tma (píše d'Eymar), a uchvácení posluchači se neodvažují pohnout. Pak zažijí velkolepou dohru: poté, co klavíristka, znavená náročnou improvizací s houslistou, v adiagu nechala doznít vášeň a „les accens des passions et ceux de la douleur“ (příznaky utrpení a bolesti), zahalila se ve vzdáleném koutě salonu na pohovce závojem a rouškou - podle d'Eymara jako by byla zahalená do rubáše v hrobě - a napodobila fyziognomii mrtvé. A když přinesli pochodeň, probudila se „z lůna smrti“. Nato okouzleným hostům vysvětlila, že nejprve chtěla znázornit smrt pomocí zvuků, a následně tímto [realistickým] způsobem.
Líčení této scény upozorňuje na v éře klasické hudby nové image sebevědomé umělkyně.
14. února 1793, během období politických otřesů v důsledku revoluce ve Francii, se Hélène de Montgeroult stala během krátké doby obětí dvou protichůdných politických stran: nejprve byla uvězněna Rakušany, poté obviněná francouzským revolučním tribunálem kvůli jejímu vznešenému původu a odsouzená k smrti na gilotině. Následně však byla díky svým uměleckým schopnostem omilostněna. Přesný průběh těchto událostí a okolnosti její záchrany jsou v pramenech zachyceny rozporně, nejasný je i její útěk do Švýcarska, pobyt ve Cvikově a inkognito v Berlíně.
Brzy poté, od 22. listopadu 1795, začala vyučovat klavír jako „Professeur de premièr classe“ (profesorka první třídy) na nově založené Conservatoire de Paris. S platem 2500 livrů ročně tam patřila k nejlépe honorovaným učitelům. Kolem roku 1800 se pohybovala v kruzích kolem houslisty a skladatele Pierra Françoise de Sales Baillota, známého jako Pierre Baillot, který stejně jako ona vyučoval na pařížské konzervatoři od roku jejího založení. Je považován za jednoho ze zakladatelů francouzské houslové školy. Hélène de Montgeroult své vlastní zásady hry na klavír popsala v třísvazkové klavírní škole Cours complet pour l'enseignement du forte-piano, která vyšla v Paříži roku 1820 a byla pravděpodobně dokončena již v roce 1812.
Po vzrušujícím životě zasvěceném hudbě a nezatíženém finančními starostmi se Hélène de Montgeroult v roce 1834 kvůli lepšímu klimatu přestěhovala do Florencie, kde v květnu 1836 zemřela. Tam byla pohřbena v tamním kostele Santa Croce.